# 斜河涧站
斜河涧站是丰沙铁路上的一个小火车站。该站位于北京市门头沟区妙峰山镇境内，距离北京站43公里，沙城站78公里。建于1952年。